# Padmaite
La padmaite è un minerale appartenente al gruppo della cobaltite.